# Vaccaria hispanica
Vaccaria hispanica és la única espècie del gènere monotípic Vaccaria, pertanyent a la família de les cariofil·làcies. És originària d'Euràsia i Macaronèsia.

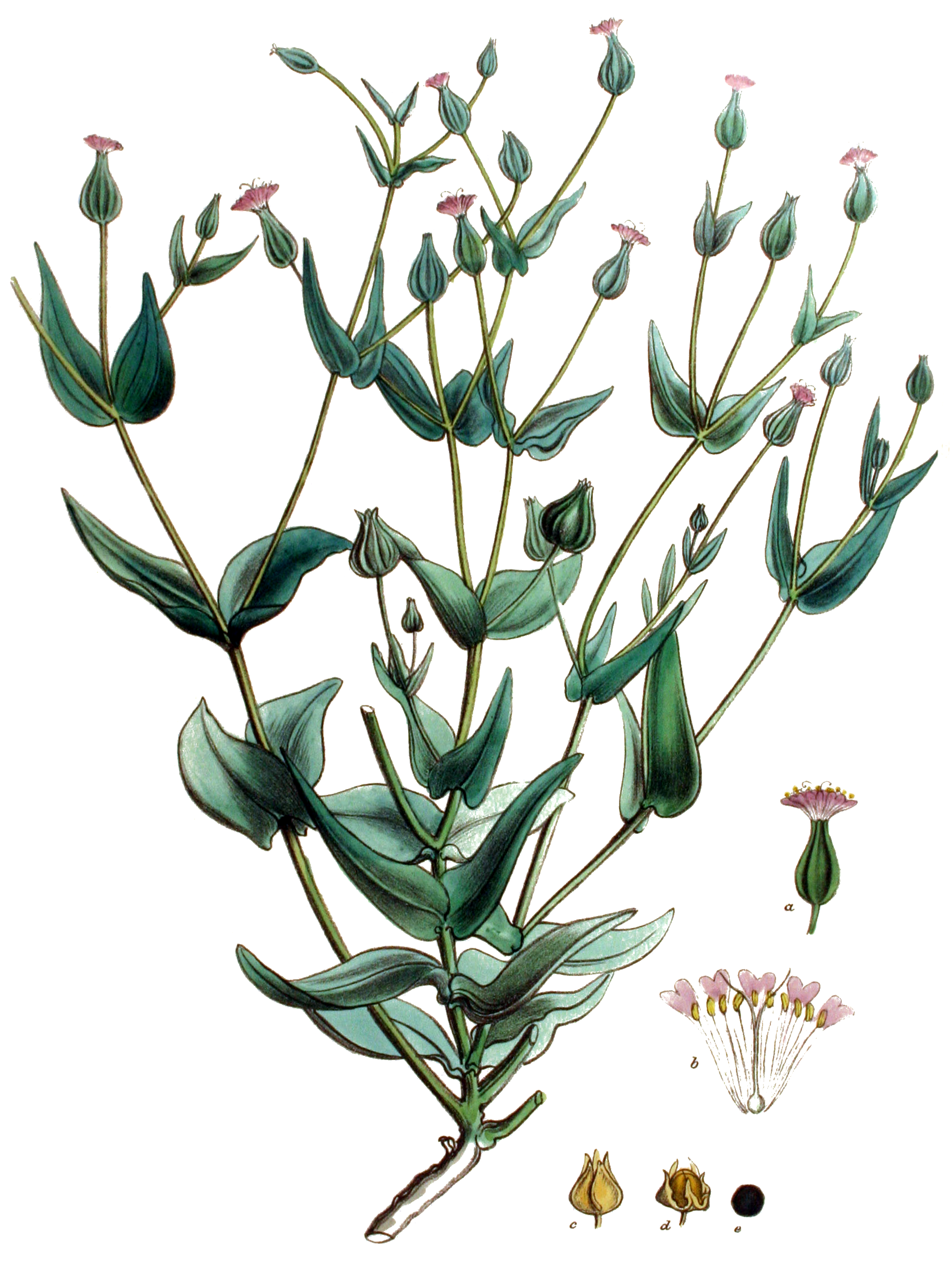
IL·LUSTRACIÓ

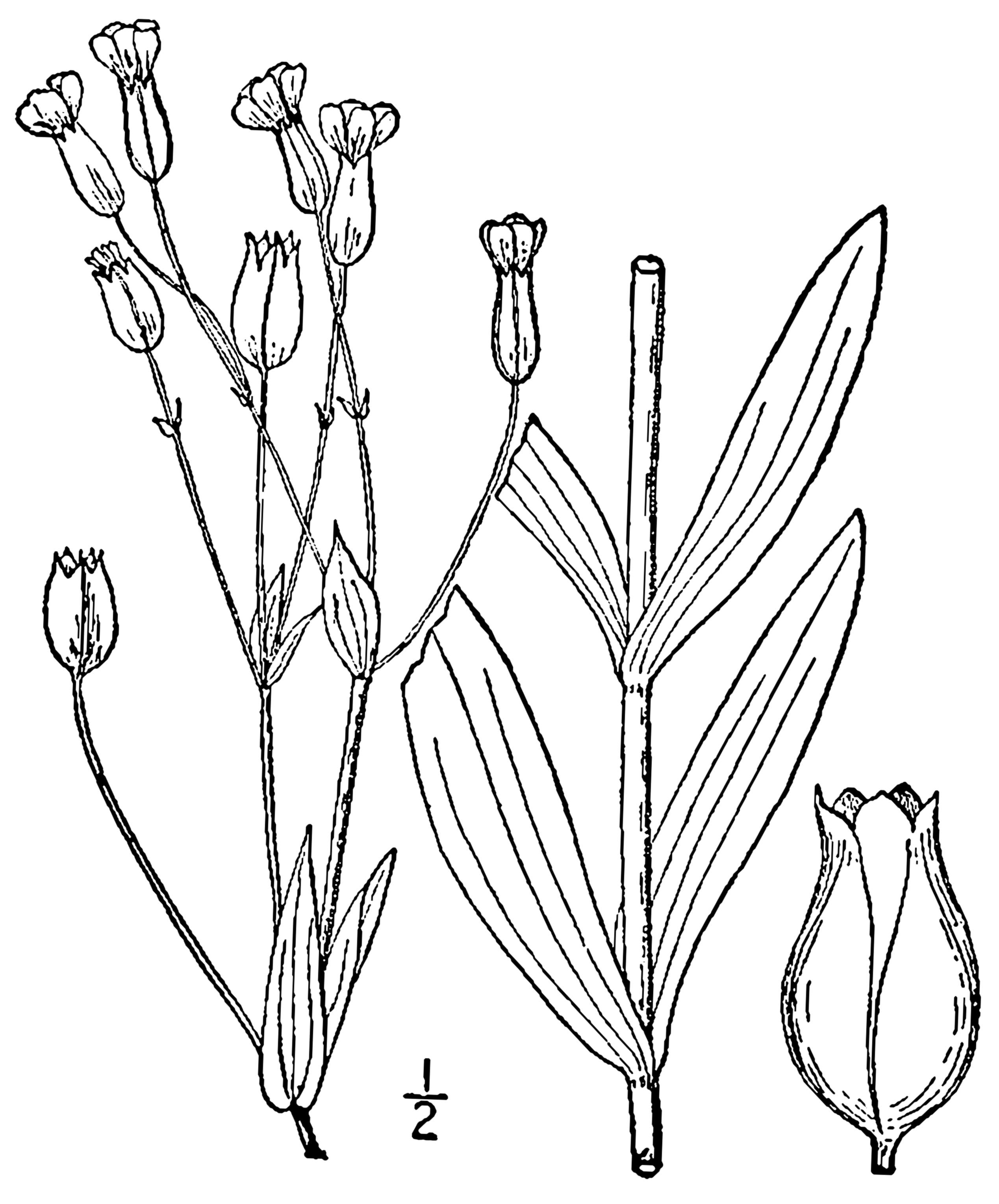
Antic dibuix de la planta

## Descripció
És una planta glauca, glabra. Té tiges que atenyen 14-65(70) cm d'altura, simples o ramificats -sobretot en la inflorescència-, ± engrossits en els nusos, fistulosos. Fulles (30)40-90(160) x (3)5-20(40) mm -de grandària progressivament menor de baix a dalt, fins a transformar-se en petites bràctees en la inflorescència-, uninèrvies, amb el nervi ben marcat, agudes; les inferiors, oblongues, quelcom atenuades a la base; les superiors, ovado-lanceolades, sèssils, subcordades a la base. Les inflorescències amb pedicels florals de fins a 40(60) mm, fins. Calze 12-17 x 5-10(13) mm, amb ales de c. 1 mm d'amplària i de color verda més intensa que el de la resta del calze. Pètals rosats, amb làmina de (3)6-8 x 5-7 mm, obovada, emarginada, i ungla de 15 mm. Llavors 2-2,5 mm, negres.

## Distribució i hàbitat
N'hi ha a les terres conreades o terrenys incults circumdants, preferentment calcícola; a una altitud de 0-1800 metres a Europa, C i SW d'Àsia, Nord d'Àfrica, Madeira, Canàries; introduïda a Amèrica del Nord, Austràlia i Nova Zelanda. Està present en tota la península Ibèrica i Mallorca, essent més rara a les regions amb clima humit; cada vegada més escassa per causa dels herbicides, pot haver desaparegut d'algunes províncies.

## Taxonomia
Vaccaria hispanica fou descrita per (Mill.) Rauschert i publicat en Feddes Repertorium 73(1): 52. 1966.
Citologia
Nombre de cromosomes de Vaccaria hispanica (Fam. Caryophyllaceae) i tàxons infraespecífics: 2n=30
Etimologia
Vaccaria: nom genèric que deriva del latin vacca, -ae = vaca; i arius, -ària, -arium = sufix que indica relació de semblança, parentiu, etc., que es refereix al fet que la planta es considerava apetitosa per a les vaques.
hispanica: epítet geogràfic llatí que al·ludeix a la seva localització a Hispània.
Sinonímia
- Gypsophila vaccaria Sm.
- Gypsophila vaccaria Clarke exTowns.
- Lychnis vaccaria Scop.
- Saponaria amplissima Mill.
- Saponaria hispanica Mill.
- Saponaria oxydonta (Boiss.) Boiss.
- Saponaria pentagona Steud.
- Saponaria perfoliata Gilib.
- Saponaria rubra Lam.
- Saponaria segetalis Neck.
- Saponaria vaccaria L.
- Saponaria vaccaria var. grandiflora Fisch. ExDC.
- Silene vaccaria I.H.L.Krause
- Vaccaria arvensis Link
- Vaccaria grandiflora Jaub. & Spach
- Vaccaria inclusa Ledeb.
- Vaccaria oxydonta Boiss.
- Vaccaria parviflora Moench
- Vaccaria perfoliata Sweet
- Vaccaria pyramidalis Prahl
- Vaccaria pyramidata Medik.
- Vaccaria pyramidata subsp. grandiflora Hayek
- Vaccaria pyramidata var. grandiflora Cullen
- Vaccaria segetalis Garcke exAsch.
- Vaccaria sessilifolia Sweet
- Vaccaria vaccaria (L.) Huth
- Vaccaria vaccaria (L.) Britton
- Vaccaria vulgaris Host[4]

## Nom comú
- colera, colet, coleta de sembrat, cabonera de vaca, vacària